# Samurai Shodown II
Samurai Shodown II (真 SAMURAI SPIRITS 覇王丸地獄変 Shin Samurai Spirits Haōmaru Jigokuhen?, lit. "True Samurai Spirits - Haohmaru's Portrait of Hell"), är det andra spelet i Samurai Shodown-serien från SNK.
Spelet släpptes även till Wiis Virtual Console i Europa den 8 augusti 2008 och i Nordamerika den 25 augusti samma år, till en kostnad av 900 Wiipoäng. Spelet släpptes också till Xbox 360 via Xbox Live Arcade den 10 september 2008. Den 18 december 2012 släppte Playmore spelet SNK till Neo Geo X. Man släppte det också till IOS och Android via IOS App Store och Google Play i juni 2013.
Bland spelfigurerna finns Haohmarus största rival, Genjuro Kibagami, den unga kattliknande flickan Cham Cham som är Tam Tams lillasyster, den preussiske riddaren Neinhalt Sieger, munken Nicotine Caffeine, den dolda bossen Kuroko samt den kvinnliga bossen Rashojin Mizuki.

### Fotnoter
1. ↑  ”One WiiWare Game and Two Virtual Console Games Added to Wii Shop Channel”. Nintendo of America. 25 augusti 2008. http://www.nintendo.com/whatsnew/detail/TRMLGNn1idOEIX4p62FML5LivmFUEDAa. Läst 25 augusti 2008.